# Stylidium inconspicuum
Stylidium inconspicuum este o specie de plante dicotiledonate din genul Stylidium, familia Stylidiaceae, ordinul Asterales, descrisă de V. Sloot.. Conform Catalogue of Life specia Stylidium inconspicuum nu are subspecii cunoscute.